# Neoclytus modestus
Neoclytus modestus es una especie de escarabajo longicornio del género Neoclytus, tribu Clytini, subfamilia Cerambycinae. Fue descrita científicamente por Fall en 1907.

## Descripción
Mide 9-13 milímetros de longitud.

## Distribución
Se distribuye por México y Estados Unidos.